# (17768) Lystigré
(17768) Lystigré, désignation internationale (17768) Tigerlily, est un astéroïde de la ceinture principale.

## Description
(17768) Lystigré est un astéroïde de la ceinture principale. Il fut découvert par Takeshi Urata le 3 mars 1998 à l'observatoire de Nihondaira. Il présente une orbite caractérisée par un demi-grand axe de 2,99 UA, une excentricité de 0,085 et une inclinaison de 8,85° par rapport à l'écliptique.
Il fut nommé en hommage au personnage de Lys tigré dans le roman De l'autre côté du miroir de Lewis Carroll.